# Moses J. Moseley
Moses J. Moseley (* 24. Dezember 1990 in Aiken, South Carolina; † vor oder am 26. Januar 2022 in Stockbridge, Georgia) war ein US-amerikanischer Schauspieler und Model.

## Leben
Moseley wurde in Aiken in US-Bundesstaat South Carolina geboren. Er begann früh seinen Körper zu trainieren, da er eine Karriere als Model anstrebte.
Nach dem Ende seiner Schulzeit und ersten Erfahrungen als Model begann er an der Georgia State University Schauspiel bei King David zu studieren. Es folgten Aufbaukurse bei Bruce Newberg, Michael H. Cole und Dwayne Boyd.
Während seines Studiums an der Georgia State University wurde Moseley für eine Rolle in dem Film Joyful Noise mit Queen Latifah und Dolly Parton entdeckt.
Am 26. Januar 2022 wurde Moseleys Leichnam in seinem Fahrzeug auf einem Parkplatz in der Nähe der Hudson-Brücke in Stockbridge gefunden. Laut Totenschein wird von einer selbst beigebrachten Schussverletzung ausgegangen; US-Präsident Joe Biden kondolierte der Familie in einem persönlichen Schreiben. Moseley wurde 31 Jahre alt.

## Karriere
Moseley begann seine professionelle Model-Karriere im Jahr 2010. Er war auf verschiedenen Titelseiten zu sehen und machte Werbung für Firmen wie Pizza Hut, The Home Depot, Enmarket, Comcast sowie für die Suntrust Bank.
Nach seiner Rolle im Film Joyful Noise hatte er seinen Durchbruch vor der Kamera als kieferloser Zombie in der US-amerikanischen Fernsehserie The Walking Dead; in seiner Rolle war er auch am 31. August 2012 auf der Titelseite von Entertainment Weekly zu sehen. Später spielte er in der Fernsehserie Watchmen des Senders HBO mit und hatte Rollen in den Serien Queen of the South auf USA Network sowie BET Tales und American Soul auf Black Entertainment Television.
Er war auch in Filmen wie Volumes of Blood: Horror Stories, Die Tribute von Panem – Catching Fire und Prakti.com zu sehen. Zum Zeitpunkt seines Todes befanden sich vier Filme mit ihm in Post-Produktion: Hank, Descending, Check-In und der Kurzfilm Cadillac Respect.
Im deutschen Sprachraum wurde Moseley unter anderem von Jan Andreesen synchronisiert.

## Filmografie (Auswahl)

### Film
- 2009: The Lockhavens (Kurzfilm)
- 2012: Joyful Noise
- 2012: Back in the Game
- 2013: Prakti.com
- 2013: Die Tribute von Panem – Catching Fire
- 2014: Dysfunctional 2014
- 2014: The Lockhavens Show (Fernsehfilm)
- 2016: Loose Screws
- 2016: Volumes of Blood: Horror Stories
- 2017: Attack of the Southern Fried Zombies
- 2017: Doll Murder Spree

### Fernsehen
- 2012–2015: The Walking Dead
- 2016: Homicide Hunter – Dem Mörder auf der Spur (Dokumentation)
- 2018: Evidence of Innocence: TV One Series to Look at the Wrongly Convicted (Dokumentation)
- 2019: American Soul
- 2019: Queen of the South
- 2019: Watchmen (Miniserie)
- 2021: Tales